# Holocaust Namenmonument

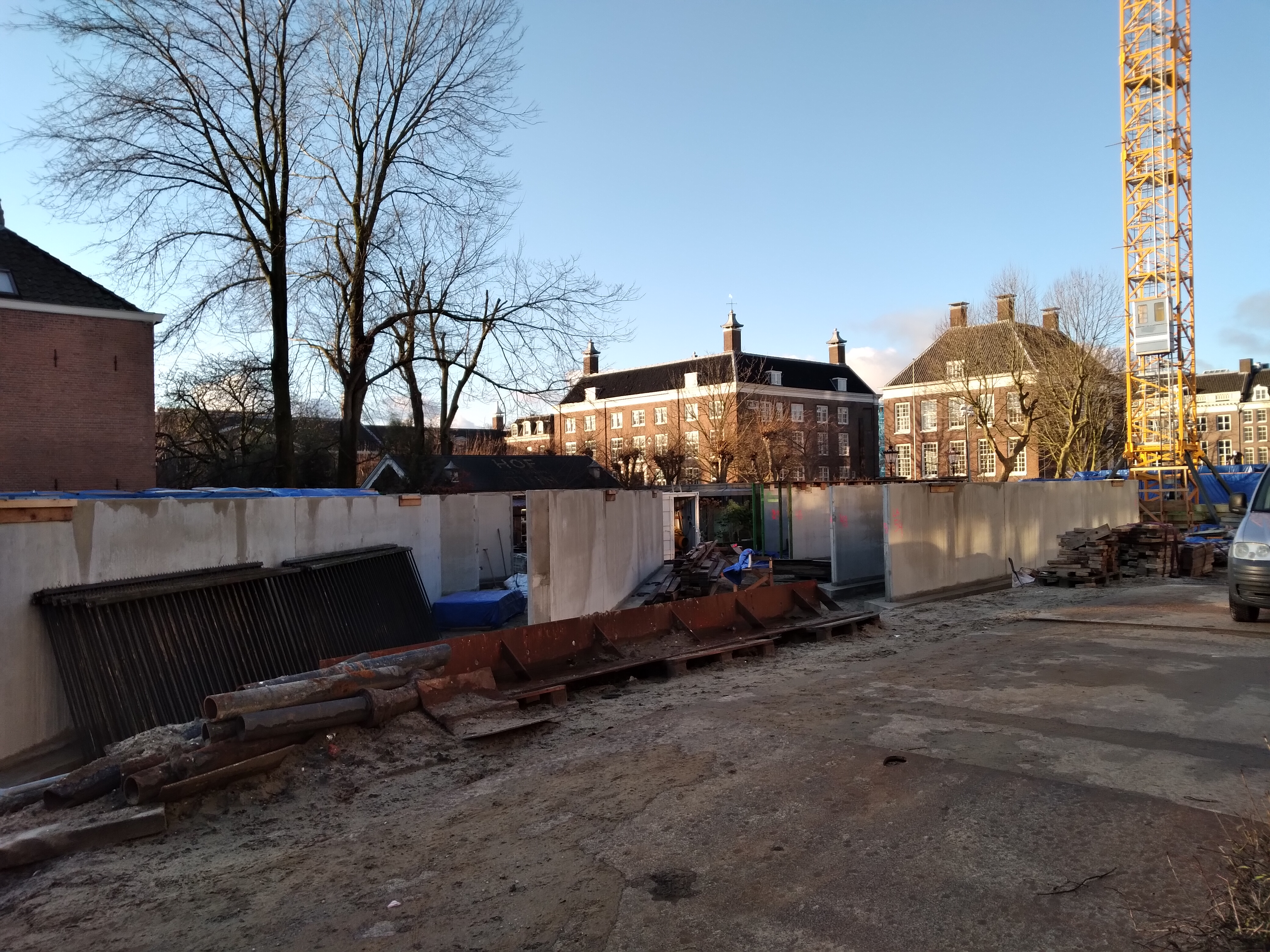
Werkzaamheden bij opbouw monument (januari 2021)

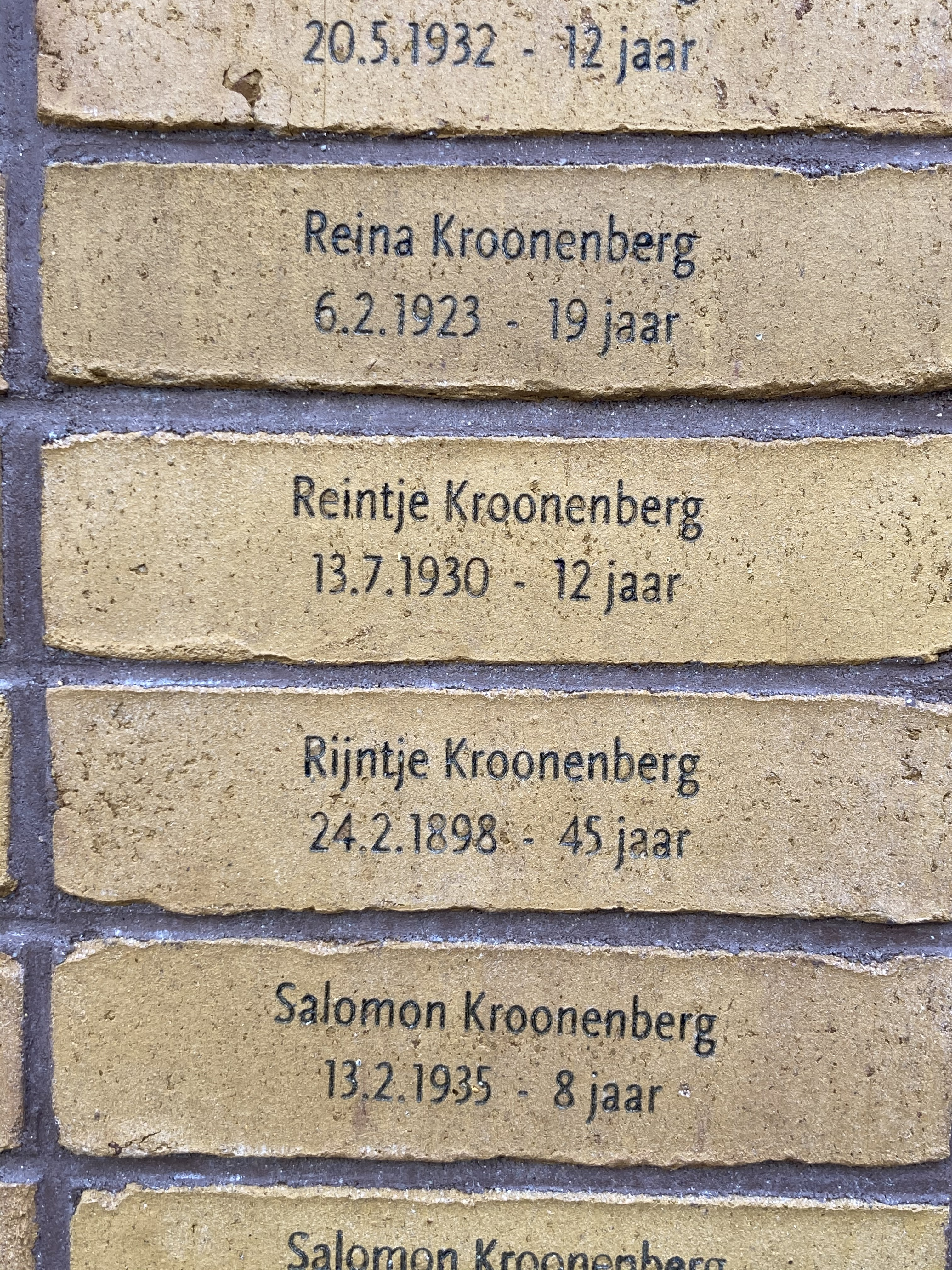
Voor iedere slachtoffer een steen (september 2021)

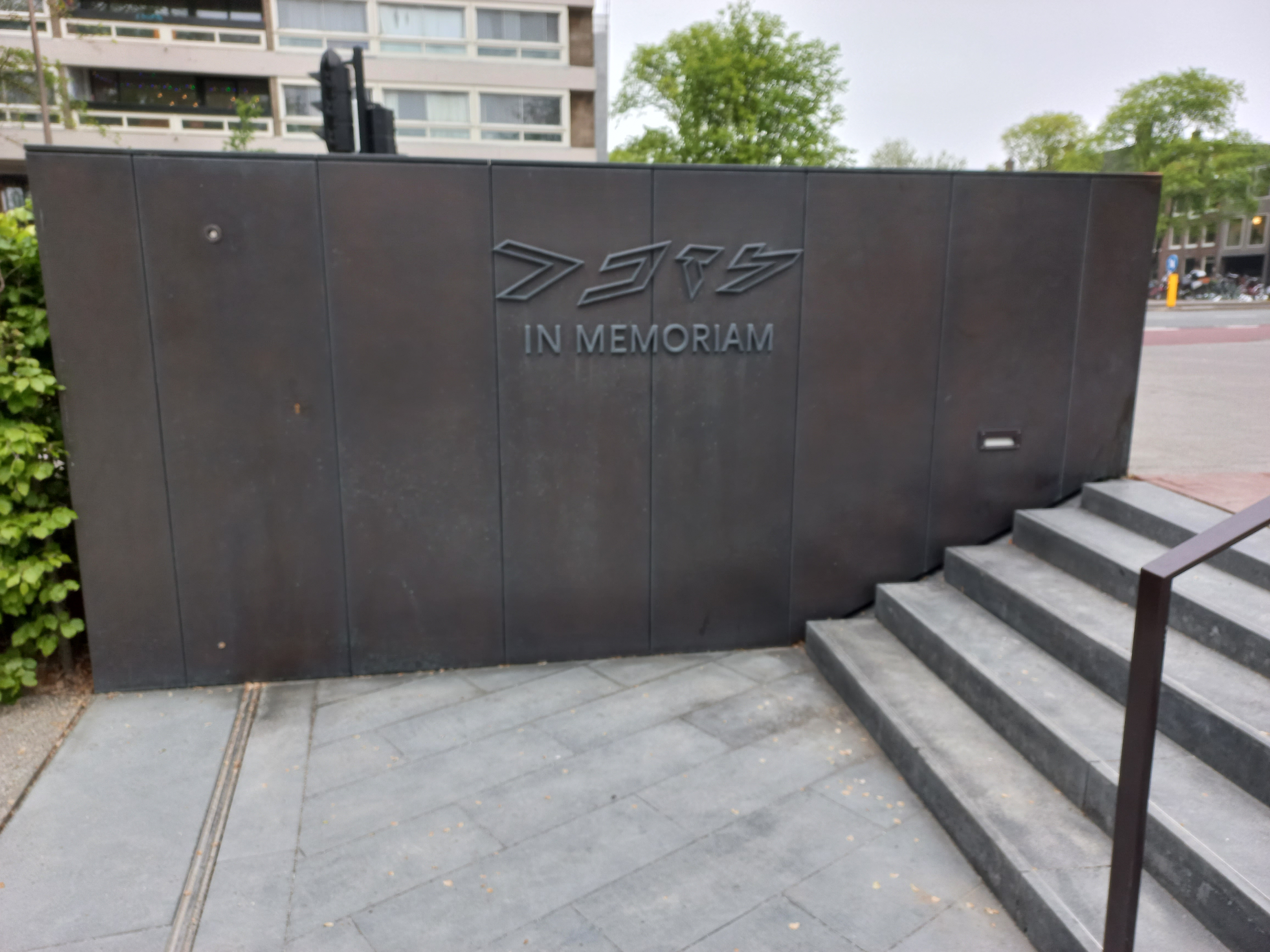
Plattegrond met uitleg (mei 2022)

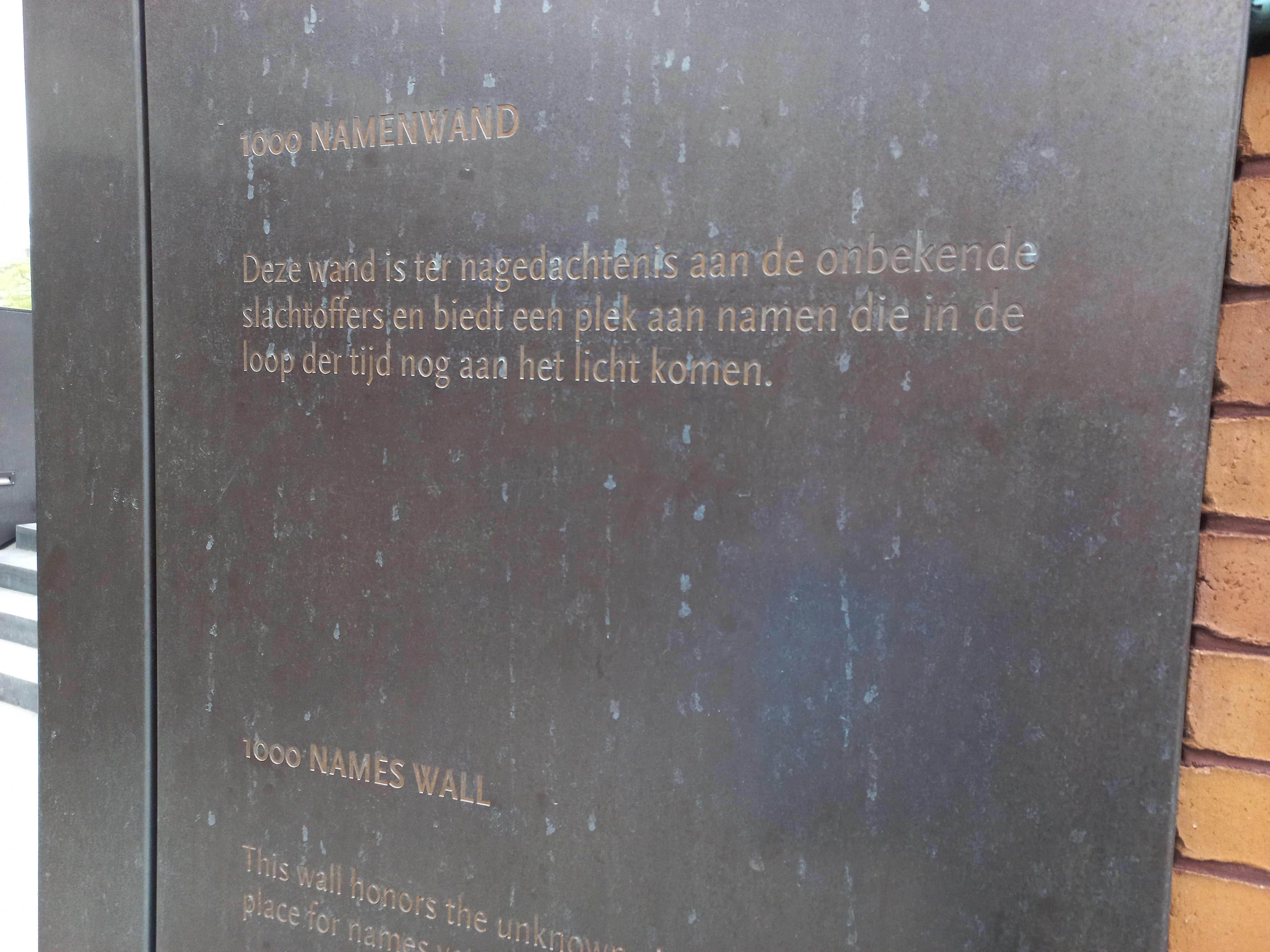
1000 namenwand (mei 2022)

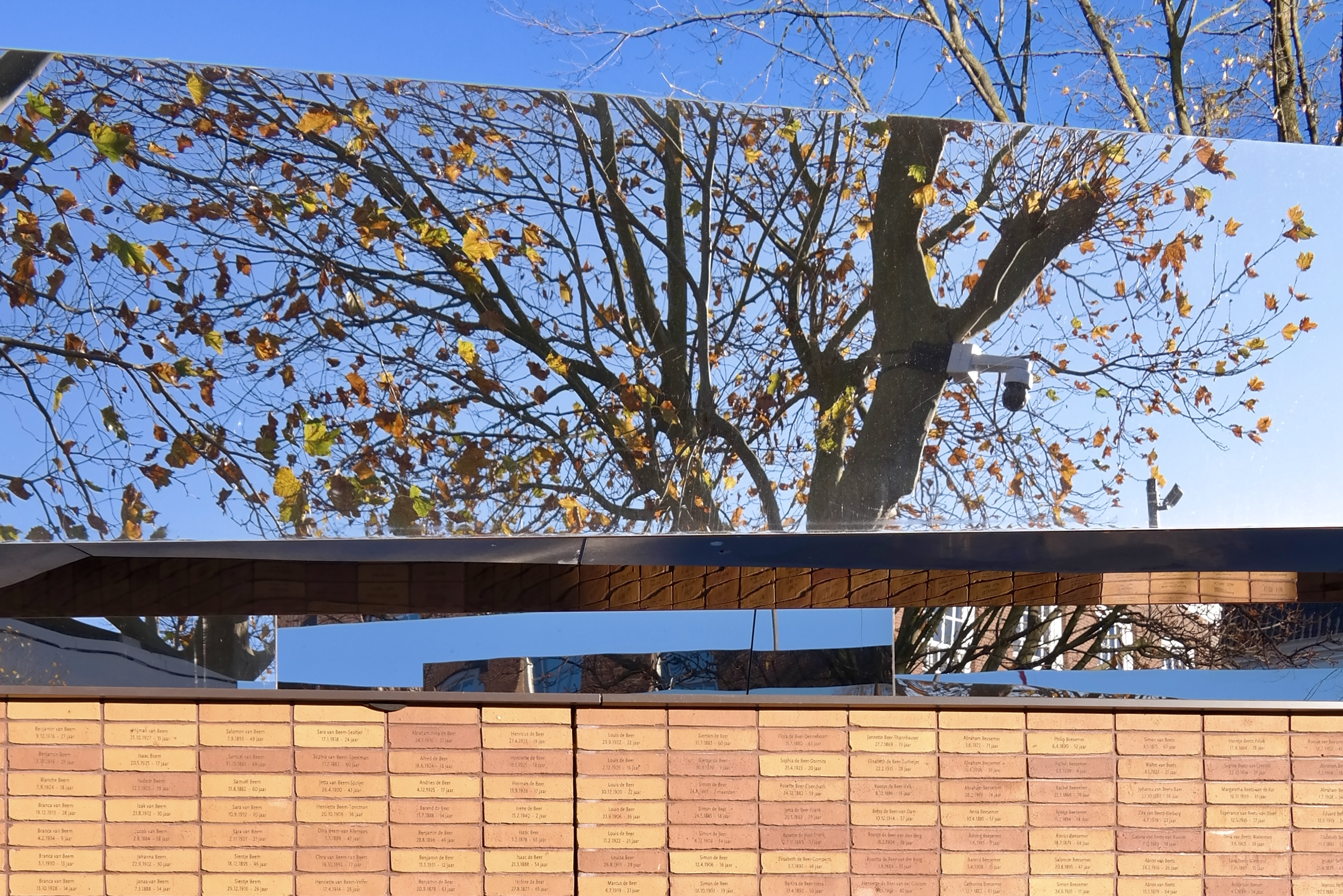
Weerspiegeling in het staal boven de namen (2021)

Het Holocaust Namenmonument is een herdenkingsmonument aan de Weesperstraat in Amsterdam, in de voormalige Jodenbuurt. Het ontwerp is gemaakt door Daniel Libeskind. Het monument bevat alle namen van de Nederlandse slachtoffers van de Shoa en van de Porajmos die geen graf hebben. Het monument werd op 19 september 2021 onthuld door koning Willem-Alexander en Jacques Grishaver, voorzitter van het Nederlands Auschwitz Comité.

## Slachtoffers
Het monument herdenkt de ruim 102.000 Nederlandse Joodse slachtoffers en 220 Sinti en Roma die in de Tweede Wereldoorlog zijn omgekomen tijdens de Holocaust en Porajmos en die geen individueel graf hebben gekregen. Dat betekent dat Joden, Sinti en Roma die in Nederland tijdens de oorlog het leven verloren door bijvoorbeeld executie of zelfdoding of een natuurlijke dood stierven niet op het monument staan vermeld.

Het gaat om Nederlandse mensen die op grond van hun afkomst zijn vervolgd en gedeporteerd. Daarbij zijn de samenstellers van het monument van de volgende criteria uitgegaan:
"Joden die vanuit Nederland zijn vervolgd en gedeporteerd, alsmede gedeporteerde Nederlandse Joden woonachtig in andere landen, die in naziconcentratie- en vernietigingskampen zijn vermoord, alsook zij die zijn omgekomen door honger of uitputting tijdens transporten en dodenmarsen en waar geen graf van bekend is."
Sinti en Roma die in dezelfde omstandigheden zijn omgekomen en die geen graf hebben, zijn eveneens op het monument vermeld.

## Ontwerp
Het monument bestaat uit 72 betonnen muurdelen die in tegelverband bekleed zijn met rode bakstenen. De muurdelen vormen het grondpatroon van de vier Hebreeuwse letters לזכר, die 'in memoriam' betekenen. Bovenop de muren bevinden zich in hetzelfde patroon vier schijnbaar zwevende objecten van spiegelend roestvrij staal. In iedere baksteen is de naam, geboortedatum en sterfteleeftijd van een slachtoffer ingegraveerd. De ruim 102.000 gegraveerde bakstenen zijn op alfabetische volgorde van achternaam geplaatst. van rechts naar links.
Het monument is ongeveer 80 meter lang en 20 meter breed. De totale lengte van alle muren bij elkaar is ruim 250 meter met namen aan beide kanten en zijn 2,43 meter hoog. De stalen Hebreeuwse letters zijn op het hoogste punt 6,6 meter hoog. Aan de zijde van de Nieuwe Keizersgracht bevindt zich de 1000 namenwand. Deze werd geplaatst ter nagedachtenis aan (nog) onbekende slachtoffers, maar biedt tevens ruimte aan namen van slachtoffers die na de oprichting van het monument nog bekend raken.
De stenen in het monument zijn met een speciale lijm ingemetseld waardoor aanvullingen en correcties mogelijk zijn.

## Symboliek
De muren zijn geplaatst in de vorm van vier Hebreeuwse letters, לזכר, die staan voor "in memoriam" of "ter herinnering". Het spiegelend roestvrij staal reflecteert het ruisen van bomen.
De symboliek van bakstenen is dat dit materiaal alomtegenwoordig is in Nederland en in de andere steden van West-Europa. De combinatie baksteen met stalen letters legt een verbinding tussen het heden en het verleden van Amsterdam. Er is een smalle ruimte tussen de muren en de letters, als symbool voor de onderbreking in de geschiedenis en cultuur van het Nederlandse volk.
In meer algemene zin hebben stenen een belangrijke symbolische waarde in de Joodse herinneringscultuur. Zo leggen joden vaak een steentje neer als ze een graf bezocht hebben.

## Locatie
Het monument staat aan de westzijde van de Weesperstraat, tussen de Nieuwe Herengracht en de Nieuwe Keizersgracht, direct achter het H'ART Museum. Dit is de locatie van een huizenblok dat in de jaren 60 en 70 van de twintigste eeuw is afgebroken en waar een groot aantal Joden woonden die door het naziregime zijn vermoord. Het staat plaatselijk bekend als Weesperplantsoen, een groenstrook langs de Weesperstraat tegenover de Weesperflat. In de groenstrook stond sinds de jaren 50 het Monument van Joodse Erkentelijkheid, ook wel dankbaarheidsmonument geheten. Dit monument is teruggeplaatst dichtbij zijn eerste locatie, het Weesperplein.
De gemeente Amsterdam hield lang een voorbehoud voor deze plaats. Het monument zou verrijzen boven de metrotunnel van de Oostlijn. Deze ondervindt op zich weinig last van de stalen paalfundering voor het monument; de gemeente zag echter problemen in de bereikbaarheid van dilatatievoegen in de buis, mocht daar onderhoud of reparatiewerkzaamheden verricht moeten worden. In het uiterste geval zou het monument dan moeten verhuizen.

## Financiering
De bouwkosten werden in 2019 geraamd op € 14 miljoen. De bouw van het monument werd deels gefinancierd door een systeem van financiële adoptie; individuen en organisaties konden namen 'adopteren' voor een bedrag en daarmee financieel bijdragen aan het monument. Meer dan zeventig Nederlandse gemeenten hebben de namen van omgekomen inwoners van hun gemeente geadopteerd, waaronder de gemeente Urk (de namen van de twee omgekomen Joden) en de gemeente Amsterdam (de namen van alle 60.000 omgekomen Joden). De Rijksoverheid zegde een bijdrage van € 8,3 miljoen toe. De Eerste en Tweede Kamer adopteerden in 2020 de namen van vier Joodse Kamerleden, namelijk Simon de la Bella, Maup Mendels, Alida de Jong en Mozes Cohen.

## Geschiedenis
Het plan voor het monument ontstond in 2006. Initiatiefnemer was Jacques Grishaver van het Nederlands Auschwitz Comité. In 2011 bleek de architect Daniel Libeskind bereid het monument te ontwerpen. Hij maakte een eerste ontwerp bestemd voor het Wertheimpark, dat echter door de bewoners werd afgekeurd. Andere mogelijke locaties werden door een extern bureau onderzocht. In 2014 besloten burgemeester Eberhard van der Laan en de gemeenteraad van Amsterdam dat het monument gebouwd kon worden aan het Weesperplantsoen. In december 2017 werd de omgevingsvergunning voor de bouw afgegeven.
Een deel van de omwonenden van het toekomstige monument, vier bewonersorganisatie en zeven individuen, maakte bezwaar tegen de omgevingsvergunning voor het monument en de kap van 25 bomen. Zij vreesden voor veel toeristen, met bijbehorende verkeersproblemen. Ook vonden ze het monument te groot en waren ze bang voor donkere plekken waardoor het er sociaal onveilig zou worden. Tevens betwistten zij de rechtmatigheid van de gevolgde procedures. Op 9 juli 2019 deed de Rechtbank Amsterdam uitspraak in de bodemprocedure die door deze omwonenden was aangespannen. Alle bezwaren werden ongegrond verklaard. Zo werden de gekapte bomen vervangen door acht volwassen exemplaren en zijn elders nog meer bomen geplant ter compensatie.
De omwonenden verwoordden tevens de vraag wat het punt is van nog een Holocaust namenmonument in dezelfde buurt waar het Joods Historisch Museum in de Hollandsche Schouwburg al een namenmonument gerealiseerd heeft. Anno 2015 werd opgeroepen tot een constructieve samenwerking tussen het Nederlands Auschwitz Comité, het Joods Historisch Museum en de buurtbewoners om naar een gemeenschappelijke oplossing toe te werken: "Samen naar de toekomst en verzoend de doden herdenken, zou dat niet mooi zijn?"
In hetzelfde jaar van de onthulling (2021) is er ook een monument onthuld bij een ingang van het Vondelpark, Sobibor - en wat doe jij? Dit werk bestaat uit een spiegel, wat refereert naar het wegkijken van de Nederlandse (Europese) bevolking tijdens de Jodenvervolging.

## Bouw
Architectenbureau Rijnboutt werd door het Nederlands Auschwitz Comité uitgekozen als coördinerend en uitvoerend architect. Bakstenenfabriek Rodruza uit Rossum schonk de benodigde 130.000 bakstenen. Het ECN in Petten onderzocht welke methode het geschiktst was om de namen in de bakstenen te graveren.

## Prijzen
Het ontwerp van Daniel Libeskind won de Amsterdamse Architectuur Prijs 2022 en ontving een eervolle vermelding van de Branchevereniging Nederlandse Architectenbureaus. In oktober 2022 won het de Nationale Staalprijs in de categorie ‘Karakteristieke stalen bouwdelen’. Ook won het Nederlands Auschwitz Comité de Gouden Piramide 2022, de tweejaarlijkse Rijksprijs voor inspirerend opdrachtgeverschap in de architectuur en gebiedsontwikkeling.